# Fontella Bass
Fontella Bass (Saint Louis, 3 de juliol de 1940 - 26 de desembre de 2012) fou una cantant estatunidenca de R&B, coneguda especialment pel seu hit de 1965 Rescue Me.

## Discografia
| Any  | Àlbum                                                 |
| ---- | ----------------------------------------------------- |
| 1966 | The New Look                                          |
| 1970 | Les Stances a Sophie with the Art Ensemble of Chicago |
| 1972 | Free                                                  |
| 1980 | From the Root to the Source                           |
| 1992 | Rescued: The Best of Fontella Bass                    |
| 1995 | No Ways Tired                                         |
| 1996 | Now That I Found a Good Thing                         |
| 2001 | Travelin'                                             |